# Graslei e Korenlei

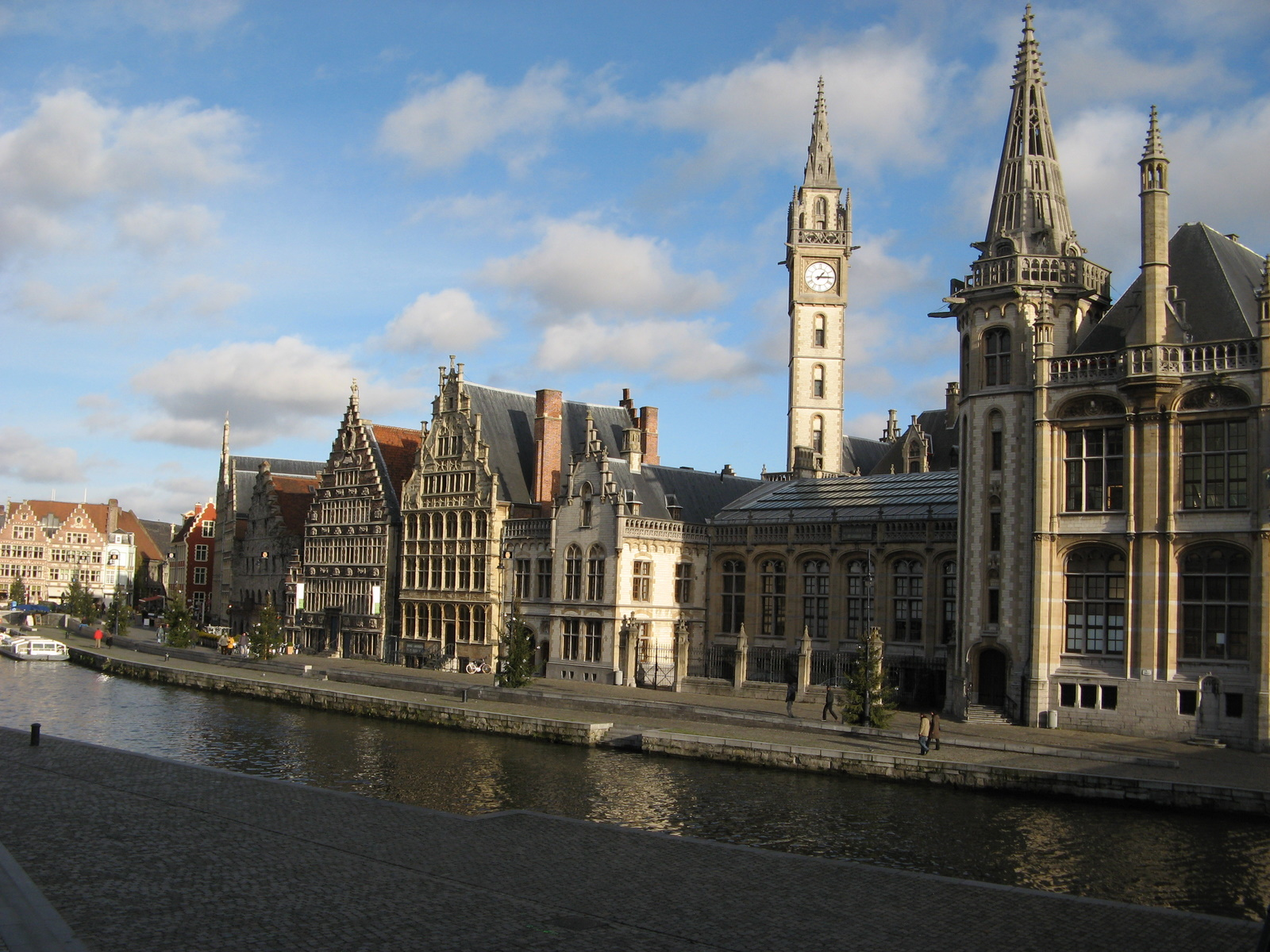
Veduta del Graslei

Il Graslei e il Korenlei, letteralmente "Riva delle Erbe" e "Riva del Grano", sono le due banchine che sorgono sulle sponde del fiume Lys, lungo il suo corso attraverso il centro della città fiamminga di Gand, in Belgio.
Comprese fra il Grasbrug, (Ponte delle Erbe) ed il Sint-Michielsbrug (Ponte di San Michele), entrambe le rive erano infatti chiamate dai battellieri comunemente Tusschen Brugghen (Tra i Ponti). Costituivano il vero nucleo commerciale della città, svolgendo le funzioni di porto d'attracco, carico e scarico delle merci destinate ai mercati del centro della città. Vi sorsero subito, dal XIII secolo, numerose Case delle corporazioni locali, che ben presto trasformarono questa parte del fiume nel vero centro economico e pulsante di Gand.
Oggi sono una delle parti più turistiche e interessanti di Gand, tanto da essere state riconosciute dallo Stato Belga nel 1952 come "Paesaggio protetto" (beschermd als landschap) e nel 1994 come "Paesaggio urbano protetto" (stadsgezicht beschermd).

## Storia

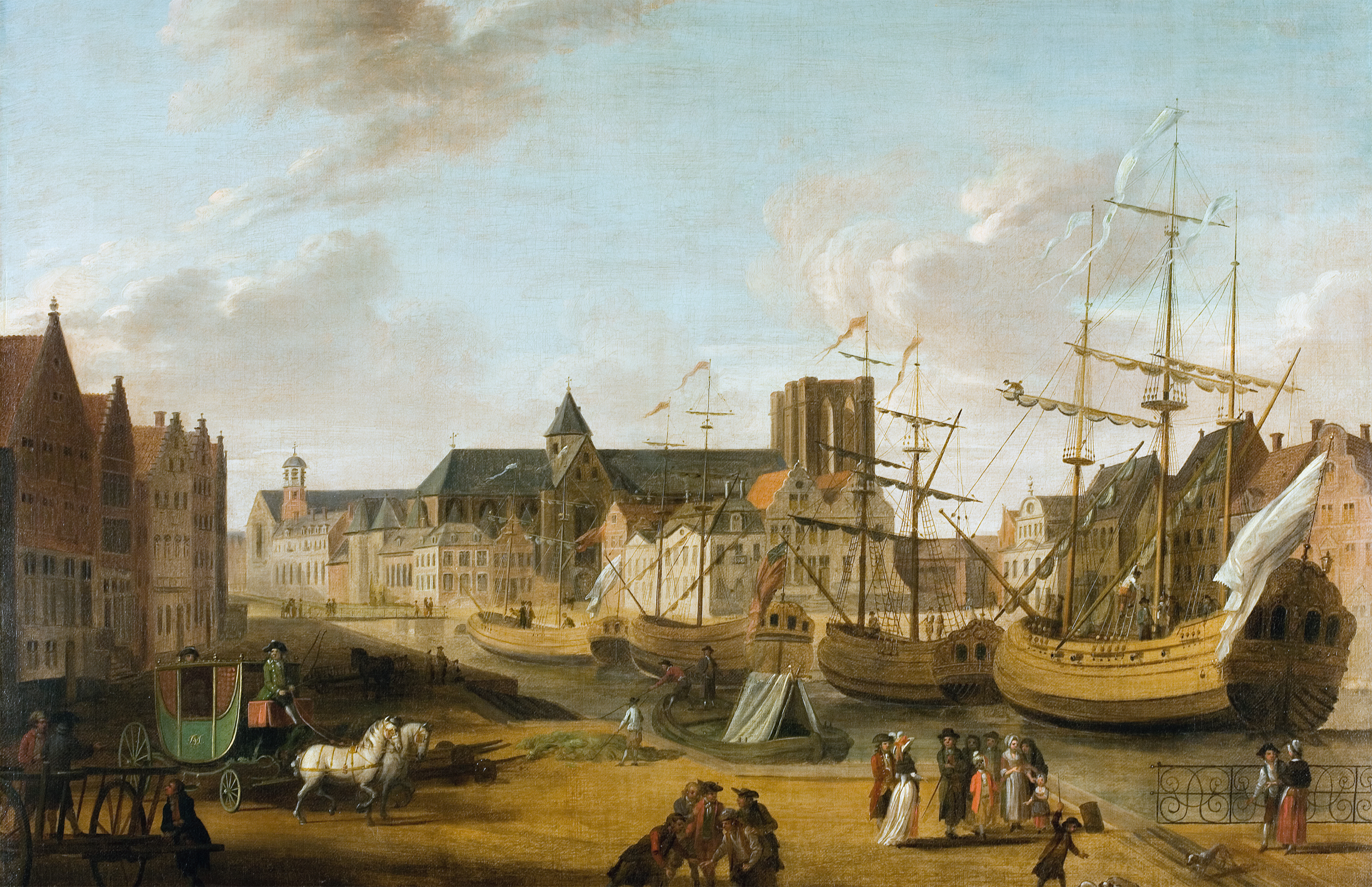
Veduta dei Graslei e Korenlei nel 1791

Dall'XI secolo questo tratto del Lys si è sviluppato nel suo ruolo commerciale grazie alla sua centralissima posizione di fronte al Korenmarkt e quindi alla Chiesa di San Nicola, frequentata dai commercianti, marinai e membri delle corporazioni. Successivamente il permesso di attracco delle navi, che risalivano il fiume, e di stoccaggio del grano che la Gand aveva acquisito per le Fiandre, trasformarono la città nel centro primario del commercio del grano di tutta la contea, e questa zona nel centro mercantile assoluto della città.
I mercanti del grano, la cui mercanzia arrivava in gran parte dalla Piccardia e dell'Artois, dovevano attraccare in questo luogo e pagare la concessione e una gabella, o Stapelrecht ("diritto della Tappa"), sorta di tassa di scarico e vendita (pari a un quarto del carico), direttamente agli esattori municipali che prima avevano il loro ufficio nella celebre Spijker ("deposito", "magazzino"), casa lungo il Graslei, e dal inizio del 17esimo secolo nel Tolhuisje (la casetta della gabella) a destra della Spijker. (Nei dintorni si poterono contare fino a 150 depositi del grano, sia pubblici che privati (beerie).
La gabella venne abolita nella prima metà del XVIII secolo, ma l'importazione e il commercio del grano aveva già perso molto del suo vigore già dal XV secolo, quando le altre città fiamminghe iniziarono a trovare nuove vie di approvvigionamento del grano per sottrarsi alle pesanti tassazioni cittadine.

## Graslei

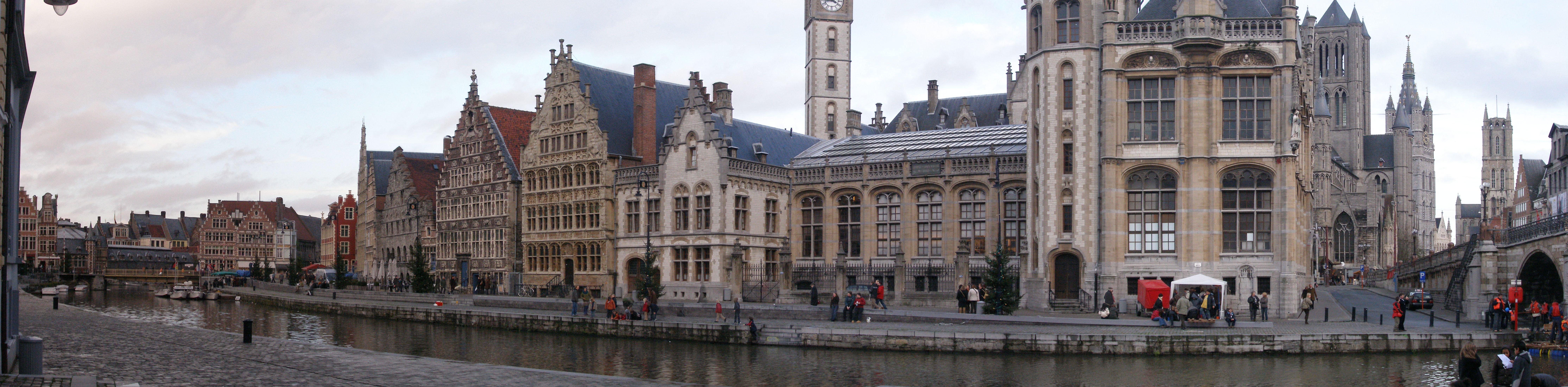
Altra veduta del Graslei

Il Graslei, o "Riva delle Erbe", forma con la sua banchina, la riva destra del Leie e fu il primo porto di Gand a essere dotato, nel 1562, di una banchina in pietra.
Ricevette questo nome solo nel XVIII secolo, fino ad allora era chiamata anch'essa, come l'altra riva opposta Korenlei, "Riva del Grano".
Gli edifici monumentali, sede delle Corporazioni locali, vi sorsero a partire dal XIII secolo e nel XV-XVI secolo aggiunsero le facciate più belle; poi in parte modificate ed arricchite nel XVIII e XIX secolo, per essere restaurate in occasione dell'Esposizione universale del 1913.

### Le Case delle Corporazioni

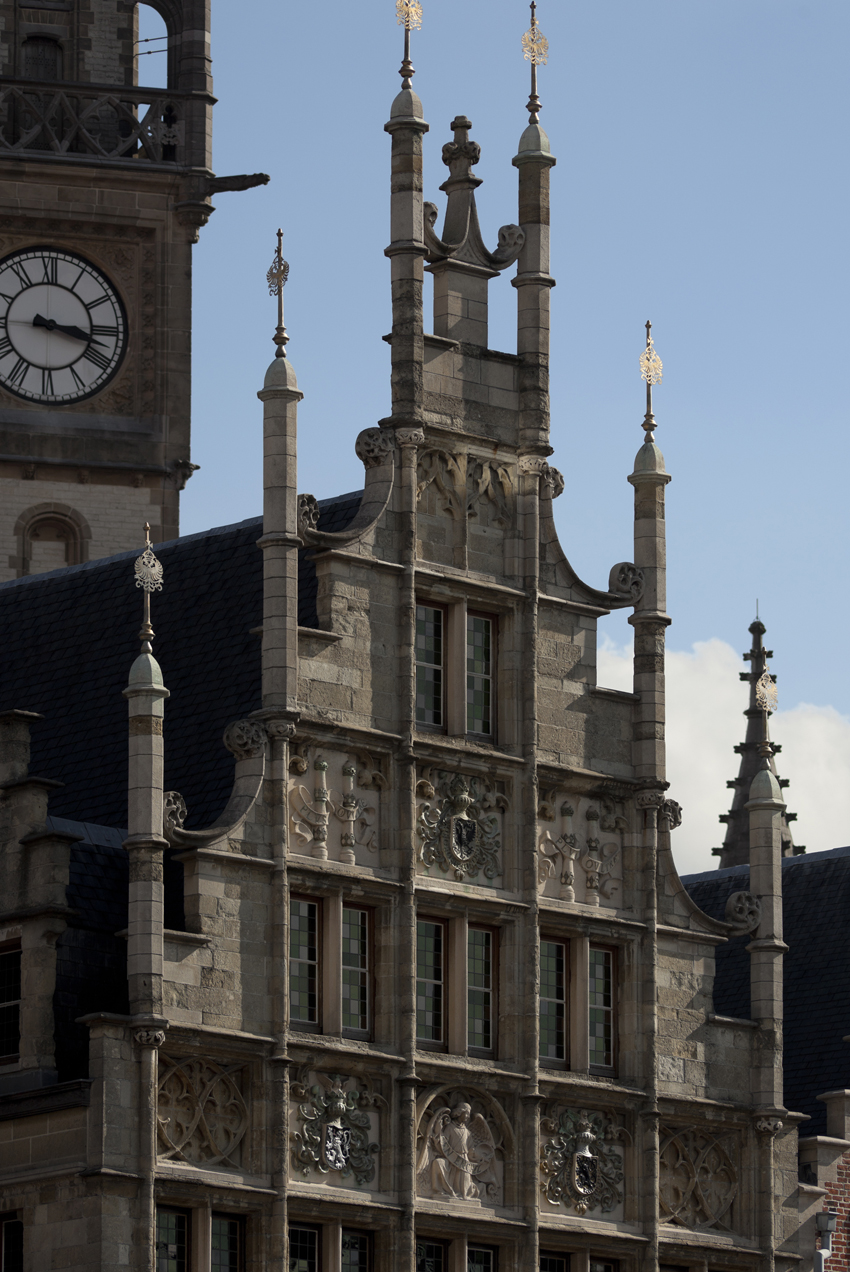
Den Inghel, XV-XVI secolo e 1912.

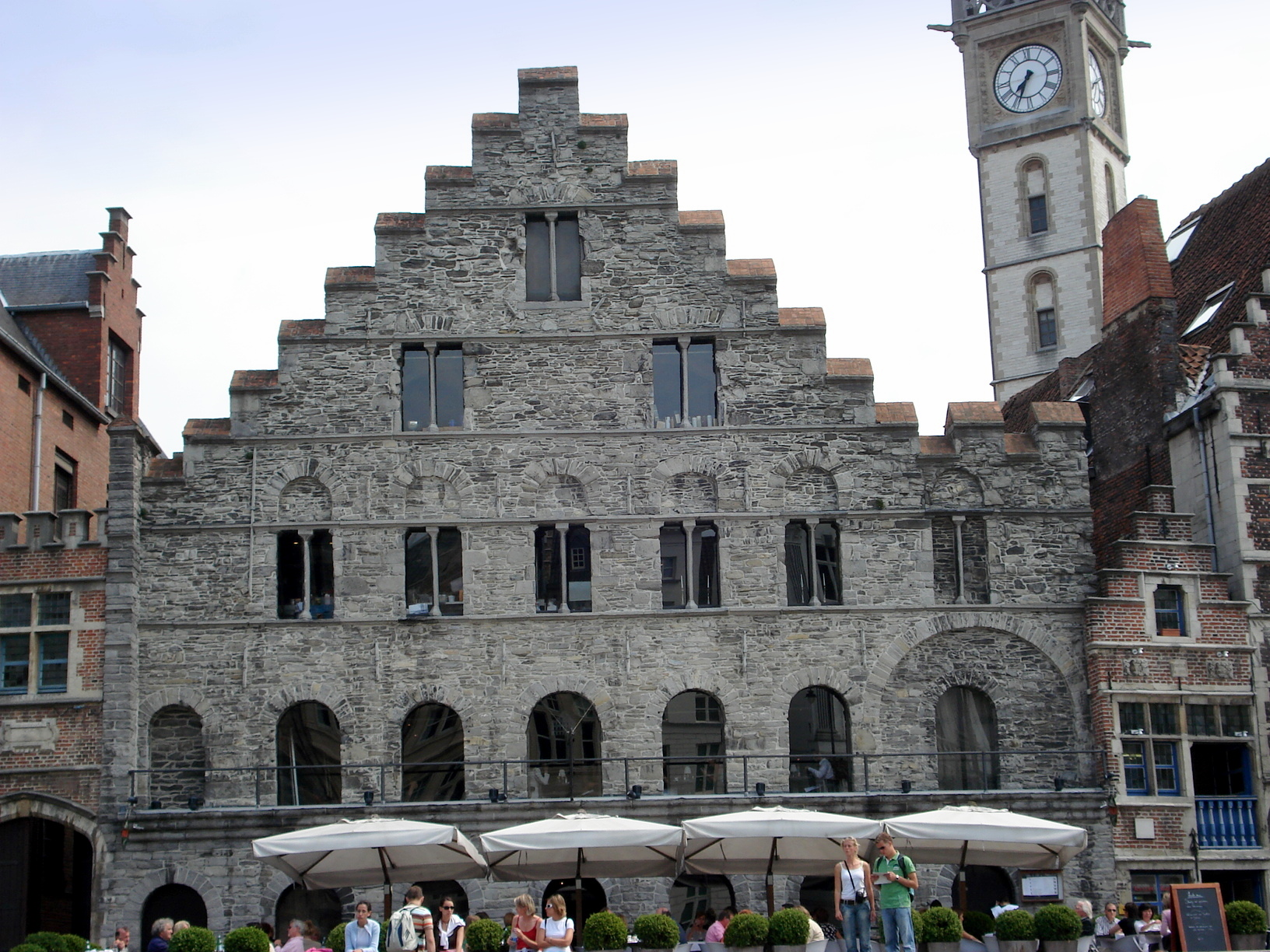
Lo Spijker del XII-XIII secolo

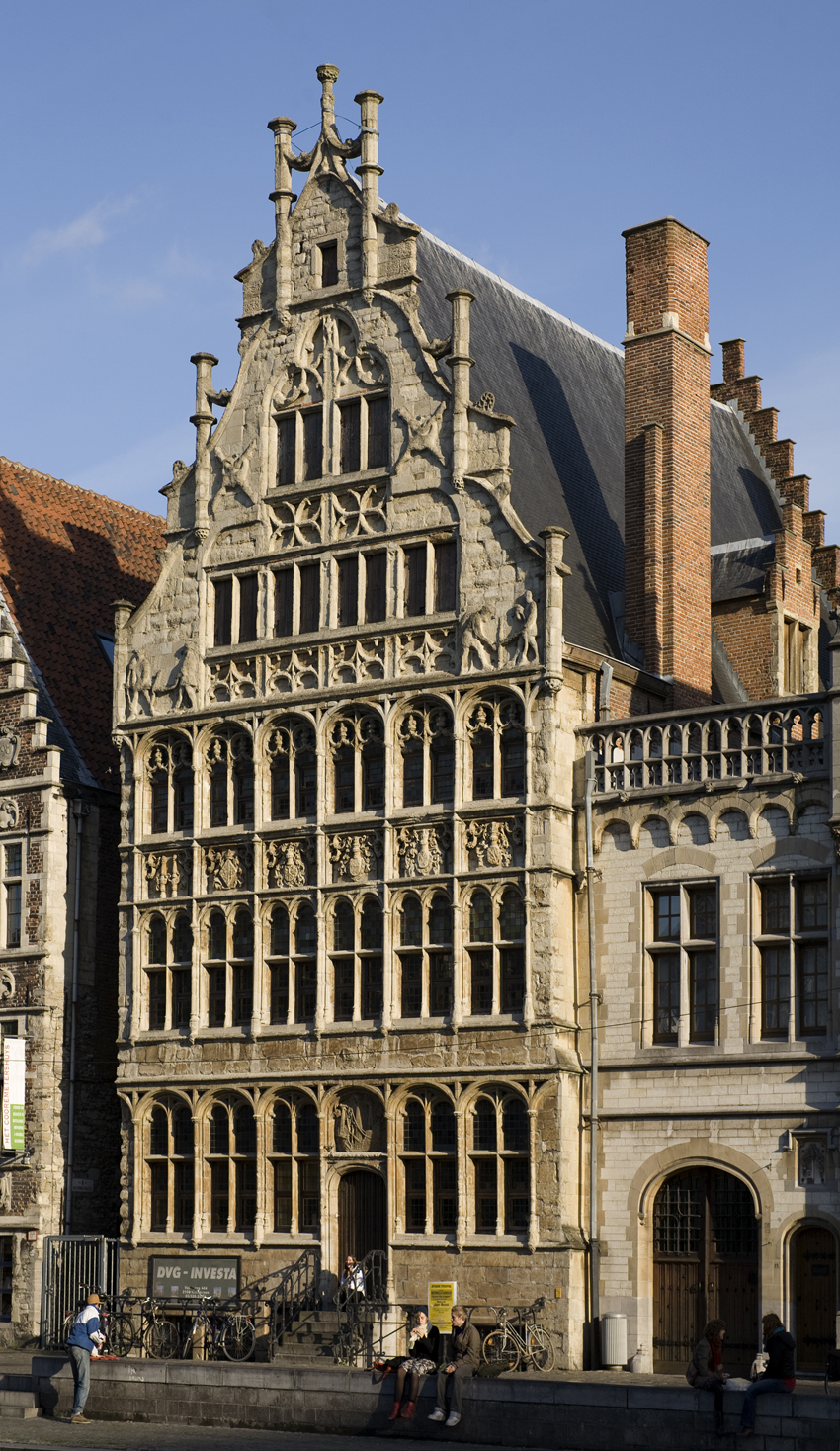
La Gildehuis der Vrije Schippers con facciata del 1531

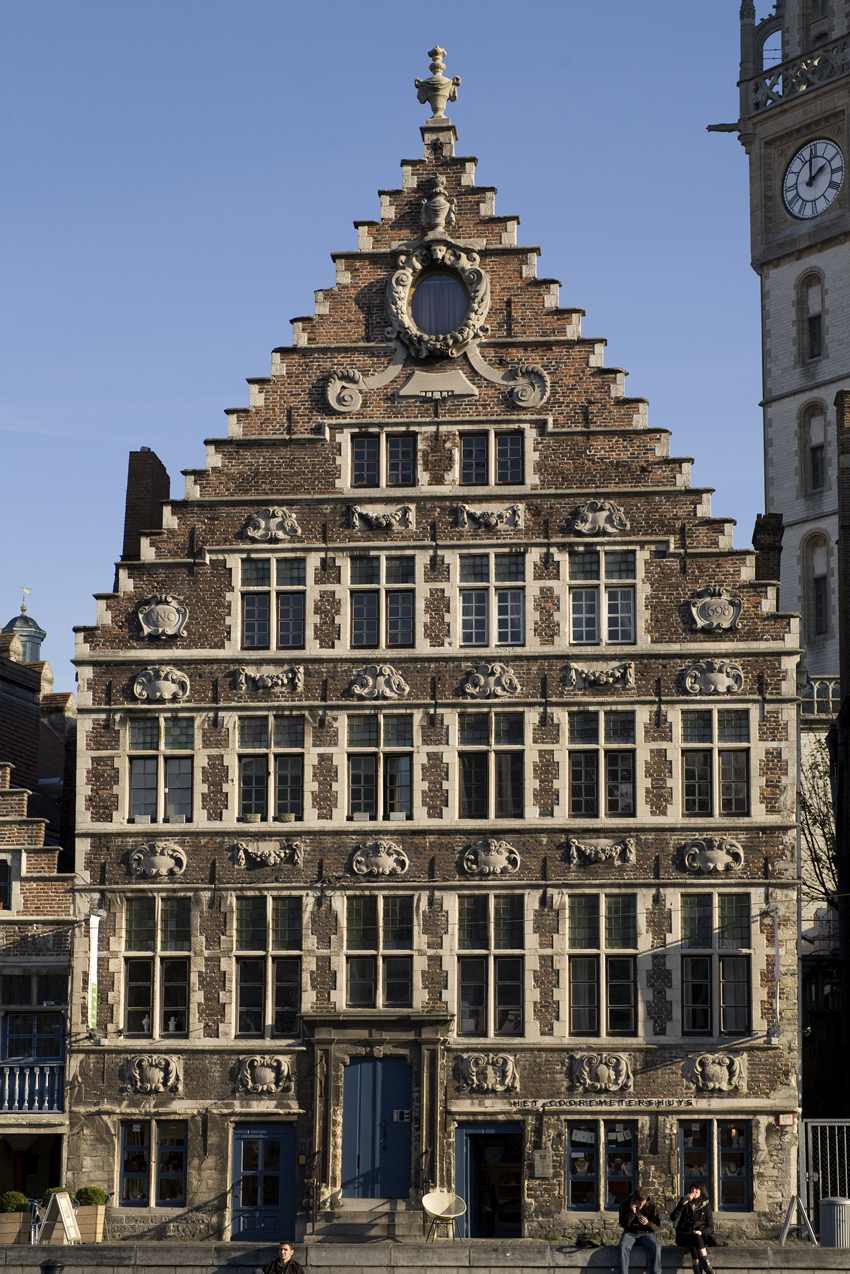
La Tweede Korenmetershuis con la facciata del 1698

I monumentali edifici che compongono la celebre infilata del Graslei sono, da nord a sud, o da sinistra verso destra:
- De Verberrende Steen, letteralmente la "Casa bruciata", situata all'angolo con Hooiaard, risale al XIV secolo. Questa Sten, "Casa di pietra" venne rinnovata nel 1725, senza tuttavia alterarne il cuore dell'edificio. L'ultima ristrutturazione venne eseguita sotto l direzione dell'architetto A.R. Janssens nel 1911.
- De Beerie, sorge al n° 5 del Graslei, sede di un deposito privato del grano, presenta una facciata barocca del 1726 che nasconde un edificio ben più antico, risalente al Medioevo.
- Den Witten Leeuw, "Il Leone Bianco", al n°6, viene menzionata la prima volta nel 1349 col nome di 't Middelhuus, venne rialzata nel 1786 quando venne cambiata la facciata e tolto il frontone. Janssens la restaurò nel 1913, tentando, in assenza di fonti autentiche, di riportala alle forme avute nel XVII secolo.
- het Maagdeken, al n° 7, presenta l'aspetto datole dal restauro del 1913, non avendo nessun documento iconografico che attesti il suo aspetto anteriore, porta a pensare di esser stata creata dall'immaginazione di Janssens.
- Den Inghel, "L'Angelo", al n° 8, è una copia realizzata nel 1912 da Janssens, della facciata del Gildehuis der metselaars, "Gilda dei Muratori", situata in Cataloniëstraat, alla quale vennero incorporati elementi del gotico brabantino. La base dell'edificio è comunque una costruzione autentica medievale dove il seminterrato ha conservato la muratura originale. Fu la sede della Corporazione dei Birrai dalla metà del XV secolo alla metà del XVI.
- Eerste Korenmetershuis, la "Prima Casa dei Misuratori di Grano", al n° 9, venne edificata tra il 1439 e il 1520 nel tipico stile fiammingo, fu la prima sede della Corporazione dei Misuratori del Grano, incaricata appunto di misurare il grano scaricato in città, riempiendo fino al bordo delle vasche in bronzo calibrate, e di fissare la quantità di grano che poteva essere commercializzata sul mercato di Gand. Venne restaurata da Janssens nel 1913 che provvide alla ricostruzione del frontone abbattuto alla fine del XVIII secolo.
- Korenstapelhuis o Spijker, "La Casa della Tappa del Grano" o "Granaio", al n° 10, è uno degli edifici più importanti del Graslei. Venne eretta in calcare di Tournai in stile romanico tra la fine del XII e l'inizio del XIII secolo. Rappresenta uno dei più antichi esempi di frontone a gradoni dei Paesi Bassi, tipici dell'architettura fiamminga. Era utilizzata come granaio atto allo stoccaggio della riscossione della gabella, o Tappa, dai mercanti che scaricavano sul Graslei. Venne menzionata per la prima volta nel 1323 in occasione di un rinnovo e ampliamento. Presenta una severa facciata a bifore chiuse all'epoca da una sorta di persiane lignee atte alla ventilazione. Rimase in funzione fino al 1734, quando venne abolito il dazio sul grano. Devastato l'interno da un incendio nel 1896, venne restaurata nel 1902.
- Tolhuisje, la "Casa del Ricevitore della Tappa", al n° 11, era uno dei luoghi più frequentati del porto. Venne eretta nel 1682 probabilmente per rimpiazzare un edificio più antico in legno. Era l'ufficio dei riscossori municipali della gabella. Venne restaurata fedelmente nel 1912 dall'architetto J. De Waele.
- Tweede Korenmetershuis, la "Seconda Casa dei Misuratori di Grano", al n°12, venne acquistata dalla corporazione nel 1540 per traslocarvi dall'altro edificio al n° 9. In origine presentava una facciata in legno, sostituita dalla Corporazione nel 1698 con l'attuale in laterizi e pietre. Presenta un alto frontone a gradoni ancora di forme gotiche arricchito con elementi barocchi. Venne anch'essa fedelmente restaurata all'inizio del XX secolo.
- Gildehuis der Vrije Schippers, la "Casa della Gilda dei Franchi Battellieri", sorge già al n° 14, infatti il numero 13 non esiste. Questo edificio venne acquistato nel 1530 dalla Corporazione. L'anno seguente, nel 1531, venne rifatta la facciata, sostituendo l'originaria in legno con una più fastosa nuova fronte che rappresenterà un capolavoro di decorazione gotico-rinascimentale. Il pannello sopra la porta d'ingresso è ornata dal rilievo rappresentante un battello. Fra le finestre del secondo e terzo piano, sono gli stemmi di Carlo V, delle Fiandre, di Gand, e dei tre territori sui quali si estendeva il dominio dell'imperatore: Borgogna, Sacro Romano Impero e Castiglia e León.
- Oude Postkantoor, l"Antico Ufficio Postale". Vi prospetta la facciata posteriore delle Poste, grandioso edificio costruito tra il 1898 e il 1909 in stile neogotico con la facciata principale che dà sul Korenmarkt, ove sorge anche la Chiesa di San Nicola.

## Korenlei

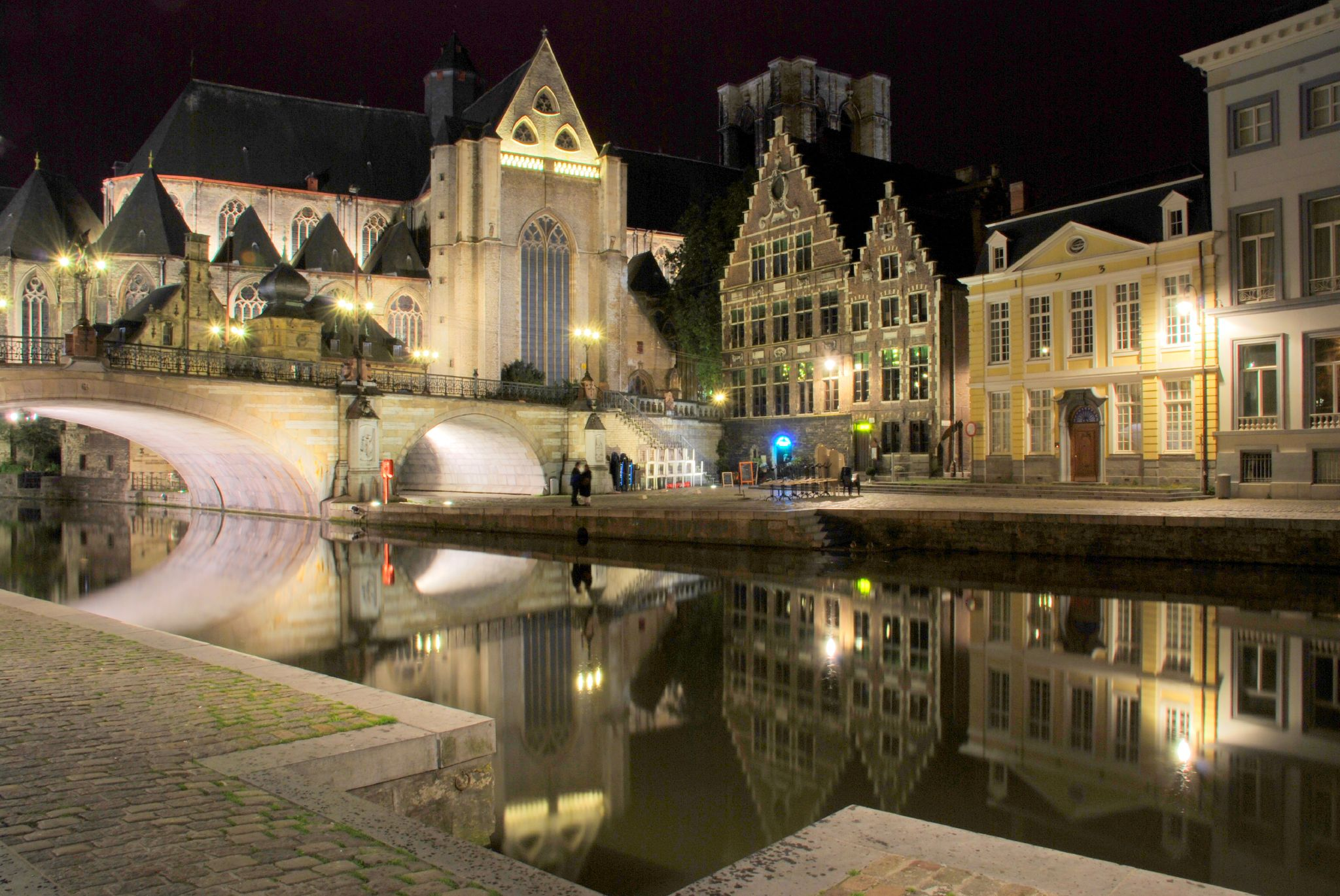
Veduta del Korenlei con il Ponte e la Chiesa di San Michele

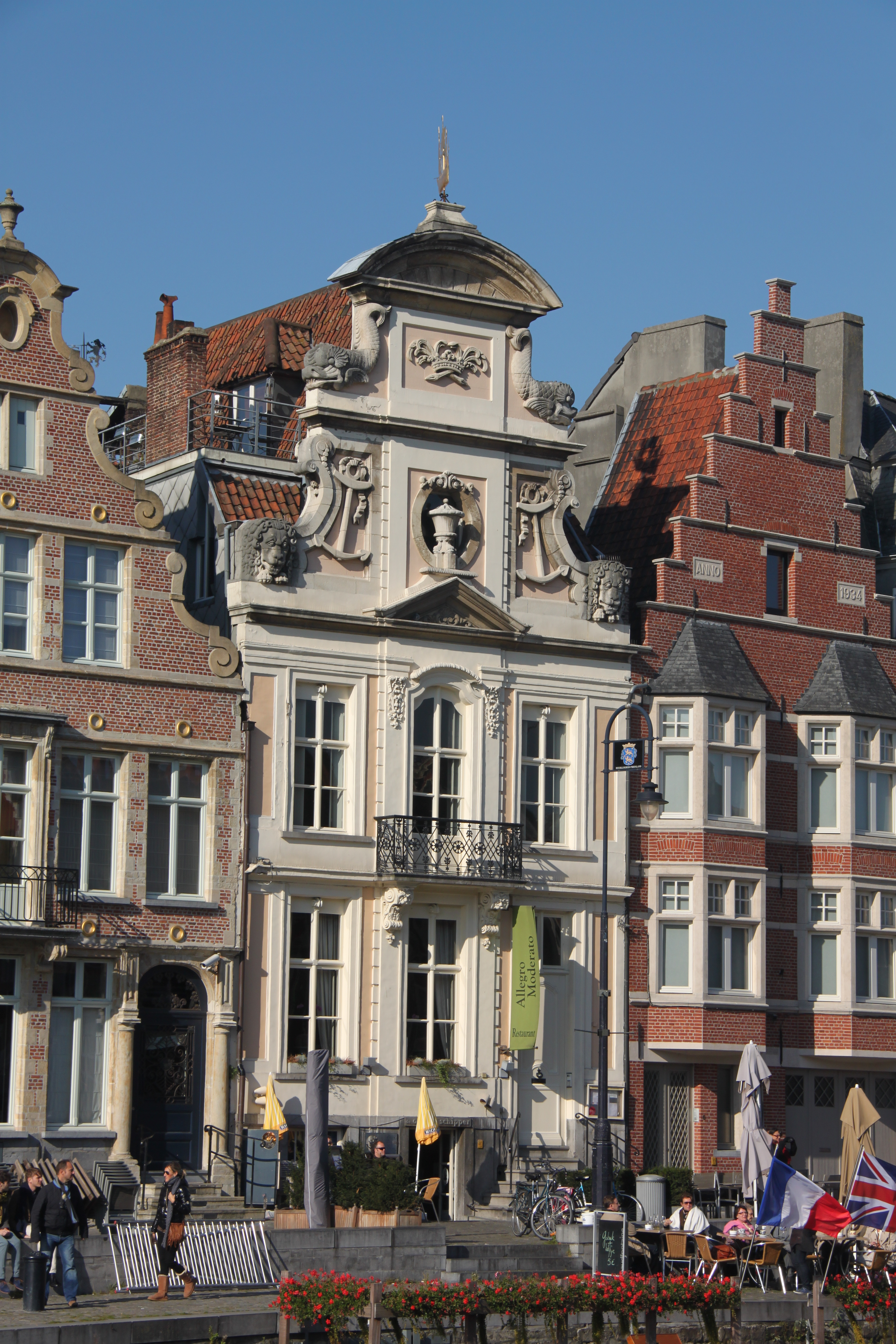
La Gildenhuis der Onvrije Schippers del 1740

Il Korenlei, o "Riva del Grano", forma con la sua banchina, la riva sinistra del Leie, fino al XVIII secolo aveva questo nome anche la riva opposta, poi Graslei, "Riva delle Erbe", a sottolineare la funzione di questo tratto del fiume.
Il Korenlei è considerata la parte più antica di Gand.
Fra gli edifici più interessanti si ricordano:
- Il Sint-Michielsbrug collega le due rive della Leie e apre la prospettiva di questo tratto del fiume. Deve il nome all'adiacente Chiesa di San Michele, tardo-gotica, e da questo ponte si gode una straordinaria vista sulle due prospettive dei Graslei e Korenlei e inoltre sulla famosa Limburg-Straat, la via centrale di Gand dove si affacciano tutti i maggiori monumenti cittadini.
- Casa del 1662, all'angolo col Ponte, che conserva una cantina del XII secolo.
- Gildenhuis der Onvrije Schippers, la "Gilda dei Battellieri non Franchi", al n° 7, con facciata a alto frontone a campana rococò del 1740.